# Tiếng Cờ Lao
Tiếng Cờ Lao (tự gọi: Kláo, tiếng Trung: 仡佬; Hán-Việt: Ngật Lão; bính âm: Gēlǎo) là một phương ngữ của tiếng Kra thuộc hệ ngôn ngữ Tai-Kadai. Nó được nói bởi những người Cờ Lao ở miền nam Trung Quốc và miền bắc Việt Nam.
Mặc dù có tới khoảng 580.000 người Cờ Lao theo thống kê năm 2000, nhưng chỉ có một vài nghìn người vẫn nói tiếng Cờ Lao. Tại Trung Quốc thì Li ước tính khoảng 3000 người vào năm 1999, trong đó 500 là đơn ngữ, còn Edmondson ước tính là 7900 vào năm 2008. Tại Việt Nam Edmondson ước tính chỉ có khoảng 350 người nói đơn ngữ vào năm 2002. Năm 2009, một cuốn sách được cho là viết bằng chữ Cờ Lao bản địa đã được tìm thấy ở Quý Châu, Trung Quốc, nhưng dựa theo thông thái cho thấy nó chắc chắn là giả.

## Mối quan hệ ngoại tại
Giống như tiếng Bố Ương, tiếng Cờ Lao chứa nhiều từ có khả năng cùng nguồn gốc với ngữ hệ Nam Đảo.
Theo ghi nhận của Li và Zhou, tiếng Cờ Lao chia sẻ nhiều từ vựng với các ngôn ngữ Hlai và Ong Be, gợi ý liên hệ với những người nói tiếng tiền Hlai trước khi họ di cư đến Hải Nam.

## Nhân khẩu học

### Trung Quốc
Zhang Jimin ước tính tổng cộng hơn 10.000 người nói tiếng Cờ Lao vào đầu những năm 1990, trong khi Li Jinfang ước tính con số này ở mức 3.000 vào năm 1999. Ước tính năm 2008 của Jerold A. Edmondson là 7.900 người nói. Con số này đang giảm nhanh chóng, vì người Cờ Lao sống xen kẽ với người Hán, người Bố Y và người Miêu lân cận. Nhiều người nói tiếng Cờ Lao cũng có thể nói tiếng Bố Y, tiếng Tráng hoặc tiếng H'Mông và gần như tất cả đều có thể nói tiếng Trung Quốc địa phương. Trong số các gia đình nói tiếng Cờ Lao, hầu hết là ở độ tuổi trung niên có khả năng nói rất hạn chế đối với tiếng Cờ Lao, trong khi phần lớn thế hệ trẻ thậm chí không thể hiểu được những từ và cụm từ đơn giản nhất.
Zhou (2004) ghi nhận rằng không có hơn 6.000 người nói tiếng Cờ Lao, chỉ chiếm 1,2% tổng số người dân tộc Cờ Lao.

### Việt Nam
Phương ngữ có nguy cơ tuyệt chủng cao nhất là Cờ Lao Đỏ của Việt Nam, chỉ được nói bởi khoảng 50 người. Nhiều người nói đã chuyển sang Quan thoại Tây Nam hoặc tiếng H'mông. Người Cờ Lao Đỏ tự gọi mình là va13ⁿtɯ31, gửi cô dâu qua lại giữa các làng Na Khê và Bạch Đích ở huyện Yên Minh, tỉnh Hà Giang, Việt Nam và một ngôi làng khác ở Fanpo, huyện Ma Lật Pha, Vân Nam, Trung Quốc (tên tự gọi: u33wei55) để đảm bảo sự tồn tại liên tục của nhóm dân tộc của họ. Edmondson (1998) báo cáo rằng cũng có người Cờ Lao Đỏ ở Cán Tí, huyện Quản Bạ và Túng Sán, huyện Hoàng Su Phì không còn nói tiếng Cờ Lao nữa mà nói tiếng H'mong, tiếng Tày hay tiếng Việt. Hoàng (2013: 12) báo cáo rằng cũng có một số người Cờ Lao Đỏ ở xã Vĩnh Hảo, huyện Bắc Quang đã di chuyển từ xã Túng Sán. Tuy nhiên, người Cờ Lao Trắng của làng Phố La và làng Sính Lủng của huyện Đồng Văn vẫn nói được tiếng Cờ Lao Trắng.

## Phương ngữ
Tiếng Cờ Lao không được ghi chép nhiều, chỉ được nghiên cứu bởi một vài học giả như Li Jinfang, Jerold A. Edmondson, Weera Ostapirat và Zhang Jimin. Ba phương ngữ ở Việt Nam không dễ hiểu lẫn nhau và ba phương ngữ ở Trung Quốc cũng có thể là những ngôn ngữ riêng biệt. Ethnologue phân loại tiếng Cờ Lao thành bốn ngôn ngữ, có lẽ liên quan chặt chẽ với hai ngôn ngữ La Chí cũng như giữa chúng với nhau.

### Ostapirat (2000), Edmondson (2008)
Ostapirat (2000) đã đề xuất ba phân khu chính cho tiếng Cờ Lao, với tổng số 17 biến thể. Các nhánh Trung và Tây Nam chia sẻ những đổi mới về âm vị học, cho thấy sự phân chia ban đầu với nhánh phía Bắc. Edmondson cũng đề xuất rằng Cờ Lao Đỏ ở khu vực biên giới Trung Quốc-Việt Nam trên thực tế có thể tạo thành một nhánh chính riêng biệt của tiếng Cờ Lao.

## Từ vựng
Từ vựng tiếng Cờ Lao Trắng, tiếng Cờ Lao Xanh và tiếng Cờ Lao Đỏ ở bắc Việt Nam:
| Số  | Việt        | Cờ Lao Trắng             | Cờ Lao Xanh           | Cờ Lao Đỏ                                |
| --- | ----------- | ------------------------ | --------------------- | ---------------------------------------- |
| 1   | tôi         | ʔi³³                     | ʔi³³                  | ʔi⁴³                                     |
| 2   | mày         | mu³⁴¨ ~ mo³⁴¨            | mũ²⁴¨                 | mɤn⁴⁴                                    |
| 3   | chúng ta    | qɒ⁴⁵ ⁿɗi⁴⁵               | qʰa³³ (~χa³³); ɗi⁴⁵   | tɒ³¹ tʲa³⁵                               |
| 3   | chúng tôi   | qɒ³⁴ ʔi³³                | qʰa³³ (~χa³³), ji³¹   | ɒ⁴⁴ to⁴⁴                                 |
| 4   | này         | ʔɒ³⁴ ni³¹¨               | a²⁴ ni³¹              | ʔɒ⁴⁴ ⁿɗi⁴⁴                               |
| 5   | đó          | ɓɯ³¹¨                    | [a²³] ɓu³¹            | ʔɒ⁴⁴ ʔɒ³⁵                                |
| 6   | ai          | qɔ³³ nɔ̃³³                | qɔ³³ nɤ̃³³             | o⁴⁴ nɔ³⁴                                 |
| 7   | cái gì      | lɔ⁴⁵ tja⁴⁵               | ɗa³¹ˀ tɕja²⁴ˀ         | ʔi⁴⁴ su̯a⁴⁴ ɒ⁴⁴, ⁿɗi⁴² (~ⁿti⁴²)           |
| 8   | không       | mɔ³³                     | mɔ³³                  | mo⁴⁴                                     |
| 9   | tất cả      | qu³³ ji³⁴                | tɔ⁴⁴¹ ʂɚ²⁴ˀ           | ɖʐei̯⁴⁴ lɛ³⁵ ha³¹                         |
| 10  | nhiều       | qɯ⁴⁵ ʔɯ³¹ˀ               | qɯ²⁴ ʔɯ³¹ˀ            | ʔɑː³¹                                    |
| 11  | một         | ji³¹¨                    | ʈʂ̥ɚ³³ (~ʂɚ³³)         | ⁿɗʓei̯⁴⁴ ~ ⁿɖʐei̯⁴⁴                        |
| 12  | hai         | ḷɚ³⁴                     | seɲ²⁴ ɗu²⁴ˀ           | sɤi̯⁴⁴                                    |
| 13  | lớn, to     | ʂɔ̃³³                     | ʂɤ̃ŋ³³                 | ˀlɒŋ⁴³                                   |
| 14  | dài         | zʒ³³                     | ʐɯ³³                  | ʔi³¹ (K); wi³¹ (S)                       |
| 15  | nhỏ, bé     | ɗa³³ ⁿɗa³³               | ɗa³³ ⁿɗa³³            | ˀjɒ³¹                                    |
| 16  | đàn bà      | ʔi³³ mi³³                | ɗi³³ mi³³             | ma³⁴ ʑu̯a³⁴ˀ                              |
| 17  | đàn ông     | pu³³ ɓɔ³⁴ˀ               | po³³ ɓɔ²⁴ˀ            | l̥a³⁴ pu³⁴ˀ                               |
| 18  | người       | [qɔ³¹~] ʦʰi³¹¨           | qɔ³¹ˀ ʦʰʃ³¨ˀ          | o⁴⁴ vɤi̯³⁵ˀ                               |
| 19  | cá          | ɗɔ³³ lɤ³⁴                | ɗɔ³³ lɯ²⁴ˀ            | mo²⁴ lei̯⁴⁴                               |
| 20  | chim        | ɗɔ³³ (~lɔ³³) ni³¹ˀ       | ɗɔ³³ (~lɔ³³) ni³¹ˀ    | ma³⁴ la⁴³ ɤæi̯⁴²                          |
| 21  | chó         | ɗɔ³³ ʰm̩̃⁴⁵                | lɔ³³ ʰm̩̃⁵⁵             | haŋ⁴⁴                                    |
| 22  | chấy        | ɗɔ³³ mi³³ tɯ⁴⁴           | mi³³ tɯ²⁴ˀ            | m̥o³⁴ to⁴⁴                                |
| 23  | cây         | pʰɯ⁴⁴ ti⁴⁴               | pʰɯ²⁴ ti²⁴ˀ           | ɗʓei̯⁴⁴ ma³⁴                              |
| 24  | hạt         | pi⁴⁵                     | pi³⁵ˀ                 | mi⁴⁴ mi⁴⁴                                |
| 25  | lá cây      | ʄi⁴⁵                     | ʄi³⁵                  | ˀɗi⁴⁴                                    |
| 26  | rễ          | ɗa³¹ˀ ʈu⁴⁵ ti³³          | ɗa³¹ˀ ʈu³⁵ ti²⁴       | kɤn³³⁴¨ kɤn³³⁴¨ˀ                         |
| 27  | vỏ          | ɓṳ³⁴ (~ɓo̤³⁴) qu³¹        | [a³³] ɓo²⁴ qu³³       | la⁴⁴ qau̯³¹¨                              |
| 28  | da          | ɓo³⁴ qu³¹¨               | ɓo²⁴ qu³¹¨            | la⁴⁴ qau̯⁴²                               |
| 29  | thịt nạc    | ʔɔ³³ si³¹ˀ               | ʔɔ³³ s!³¹             | ʔo³⁴ ɠu̯a³⁵ˀ (K); ʔo³⁴ ⁿɠu̯a³⁵ˀ (P)        |
| 30  | máu         | plɔ³¹ˀ                   | plɔ³¹ǃˀ               | pai̯³¹ ̃                                   |
| 31  | xương       | ɗu³⁴ qu³³ ɗa³¹ˀ          | qu³³ ⁿɗa³¹ˀ           | ma³⁴ ɗu̯a⁴²                               |
| 32  | mỡ          | mlɔ̃³⁴ kɔ⁴⁵               | mluŋ²⁴ˀ               | ʔo³⁴ ᵐɓi³⁴ˀ                              |
| 33  | trứng       | tu⁴⁴ qe⁴⁴                | ɗu²⁴ tu²⁴ tu²⁴        | ˀɗo⁴⁴ kɤ⁴⁴ (~qɤ⁴⁴)                       |
| 34  | sừng        | qa³¹ˀ qɯ³⁴               | qa³¹ˀ qɯ²⁴            | tʆu⁴⁴ ɲi⁴⁴ (~ʑi⁴⁴)                       |
| 35  | đuôi        | ʈʂɚ³³ qa³¹¨              | ɗi³² ʈʂe³¹ˀ           | qo⁴⁴ tɕe³¹¨                              |
| 36  | lông [vũ]   | mɤ³¹¨ qɔ³¹ ji³⁴          | tɔ³³ si³³             | m̥i³¹¨                                    |
| 37  | tóc         | lɔ³¹ˀ su³⁴               | lɔ³¹ˀ su²⁴ˀ           | mi³²¨                                    |
| 38  | đầu         | ⁿɗu³⁴ l̩ɚ³¹ˀ              | ⁿɗu²⁴ l̩ɚ³¹ˀ           | ɗɤ³⁴ hɤ³¹                                |
| 39  | tai         | pɔ³¹ˀ lɔ³¹ˀ zi⁴⁵ˀ        | pɔ²¹ lɔ²¹ zi³⁵ˀ       | kɤ³³ lɤ(K); qɤ³³ lɤ³³ (P)                |
| 40  | mắt         | ɓo³⁴¨ ti³⁴               | ɓu²⁴ ty³⁵ˀ            | la⁴⁴ tei̯⁴⁴                               |
| 41  | mũi         | ɓo³⁴ ma³¹ˀ               | ᵐɓoŋ³² ɓu²⁴, ma³¹ˀ    | qa³⁴ ɬu̯a³¹¨                              |
| 42  | miệng       | ɓja³¹ˀ ʈʂǃ³¹             | ɓja³¹ˀ ʈʂǃ³¹ˀ         | o⁴⁴ su̯ɤi̯³⁴ˀ                              |
| 43  | răng        | ɗi³² pi³⁴ˀ               | ˀɗi³² pi³⁵ˀ           | ki⁴³ poŋ⁴⁴                               |
| 44  | lưỡi        | ɗa³¹ˀ mlɤ³⁴              | ˀɗa³¹ˀ mluŋ²⁴         | ɗo⁴⁴ mlaŋ⁴⁴ (K); lo⁴⁴ mlaŋ⁴⁴ (P)         |
| 45  | móng        | ki⁴⁵ mi³³ ɗa³¹ˀ          | ki³⁵ mi³̌³ ɗa³¹ˀ       | kaŋ³⁴ ɗɤ⁴²                               |
| 46  | bàn chân    | kãᵑ³³ kɯ³¹               | po³¹ˀ kɯ³¹ˀ           | pʰa³⁴ la⁴⁴ qɤ⁴⁴                          |
| 47  | đầu gối     | ɗu³⁴ qo³¹ qo³¹ˀ          | ⁿɗu²⁴ qo³¹ˀ qo³¹ˀ     | ɗo⁴⁴ kʰo⁴²                               |
| 48  | bàn tay     | kɤ̃³³ mi³⁴                | pʰi³³ mi³⁵ˀ           | pʰa³⁴ ma³⁴ mɤn⁴⁴                         |
| 49  | bụng        | ɗu³⁴ mi³³ ɬɔ̃ŋ⁴⁴          | ⁿɗu²⁴ mi⁴² ʰñuŋ³⁵     | ɸau̯³¹                                    |
| 50  | cổ          | ɗa³¹ˀ ɓo³⁴ (~ɓu³⁴) ɗoŋ⁴⁵ | ⁿɗa³¹ˀ ɓu²⁴ nuŋ³⁵     | ˀɗo³⁴ a³⁴ ʑi⁴⁴ (K,P); ˀɗo³⁴ a³⁴ ji⁴⁴ (K) |
| 51  | ngực        | tɔ³¹ˀ si³³               | tɔ³¹ˀ ɕi⁴²            | wa⁴⁴ ɬɤn³⁵ˀ                              |
| 52  | tim         | ɗu³⁴ ʂi³³                | ⁿɗu²⁴ ɕy³¹ˀ           | ɬɤn²⁴ˀ                                   |
| 53  | gan         | ta³¹ˀ                    | ta³¹ˀ                 | tu̯a⁴² tu̯a⁴²ˀ                             |
| 54  | uống        | ʐã³³                     | ʐɤŋ³³                 | qaŋ³⁴ (~ʁaŋ³⁴)                           |
| 55  | ăn          | kɔ⁴⁵                     | kɔ⁴⁵                  | ce⁴⁴ (K); ci (S)                         |
| 56  | cắn         | ʈu³³                     | ʈu³³                  | ta⁴²                                     |
| 57  | nhìn thấy   | ʈʰɔ³¹¨ qa⁴⁵              | hõŋ³¹ (~χõŋ³¹), qa⁵⁵  | pi³⁴                                     |
| 58  | nghe        |                          |                       |                                          |
| 59  | biết        | ɗo³³ ɗi³⁴                | ɗo³³ ɗi²⁴             | so⁴⁴ ɗo⁴⁴                                |
| 60  | ngủ         | ŋɯ³¹¨                    | ŋɯ³¹¨                 | ŋoŋ⁴²                                    |
| 61  | chết        | plẽ⁴⁴                    | pleɲ²⁴ˀ               | ɠu̯a⁴³                                    |
| 62  | giết        | ʐu̯ɛ̃ᶮ⁴⁴                   | ʐu̯eɲ²⁴ˀ               | la⁴⁴ ji⁴⁴                                |
| 63  | cá bơi      | ɗɔ³¹ˀ ɗɔ³¹ˀ ṃ̃³³          | ɗo³³ m̩̃³³              | po⁴² tɕi⁴⁴ vei̯⁴⁴                         |
| 64  | bay         | pʰu³¹¨ pʰu³¹¨            | pʰu³¹ pʰu³¹           | poŋ⁴² tɕi⁴⁴ vei̯                          |
| 65  | đi          | ɰɯ³³ ~ ɰu³³              | ɰɯ³³                  | vei̯⁴⁴                                    |
| 66  | đến         | tɔ⁴⁵                     | tɔ⁴⁵ˀ                 | ʄo³⁴                                     |
| 67  | nằm         | ŋɯ³²¨                    | ŋɯ³¹¨                 | la⁴⁴ juŋ⁴⁴                               |
| 68  | ngồi        | qɔ⁴⁴                     | qo³³ ta³¹ ʈʂʰɯ⁴⁵ˀ     | tai̯⁴²                                    |
| 69  | đứng        | lɤ³¹ˀ ⁿɖʐɤ⁴⁴             | lɯ³¹ˀ ɖ̥ʐɯ³⁵ˀ          | ɖʐei̯⁴⁴ tɕʰi⁴⁴                            |
| 70  | cho         | nɔ³¹ˀ                    | nɔ³¹ˀ                 | tei̯³⁴                                    |
| 71  | nói         | ˀɖ̥ʐɚ⁴⁵                   | ˀɗʐɚ²⁴                | hai̯⁴⁴                                    |
| 72  | mặt trời    | ɗu³⁴ β̩ɚ³³                | ⁿɗu²⁴ β̩ɚ³³            | ma³⁴ ˀɗu̯a⁴⁴, (~ˀlu̯a⁴⁴)                   |
| 73  | mặt trăng   | ɗu³⁴ ɗõŋ⁴⁵ ʄi⁴⁵          | ⁿɗu²⁴ ⁿɗuŋ³⁵ ˀʄi³⁵    | mo³⁴ to⁴² sɛ³²¨                          |
| 74  | sao         | ɗu³⁴ ⁿɗ̥u⁴⁵ ɗa³³          | ⁿɗu²⁴ ⁿɗu³⁵ ⁿɗa³¹ˀ    | ma³⁴ ⁿɗ̥u⁴⁴                               |
| 75  | nước        | m̩̃³³                      | m̩̃³³                   | ʔaŋ³²⁴ˀ                                  |
| 76  | mưa         | mɛ̃i̯⁴⁴ ɗõŋ⁴⁴              | mɤi̯²⁴ (~mɤɲ²⁴)        | mi⁴⁴¨; ʰmi⁴⁴¨                            |
| 77  | đá          | lɔ³¹ˀ qu⁴⁵               | lɔ³¹ˀ qu⁵⁵            | la⁴⁴ ɤɯ⁴⁴                                |
| 78  | cát         | ʂɔ³³ [a³²] ɲi³¹¨         | ʂɔ³³ ɲi³¹             | ʂa³²⁴ˀ                                   |
| 79  | đất         | pa³¹ˀ tɔ³¹ˀ              | pa³¹ˀ tɔ³¹ˀ           | qa²⁵ ʔɯ⁴⁴                                |
| 80  | mây         | mi³³ lɔ⁴⁵ ta³¹ˀ          | mi³³ lɔ³⁵ ta³¹ˀ       | a⁴⁴ ŋu̯a³¹¨                               |
| 81  | khói        | ɕi⁴⁵ lɔ⁴⁵ hu⁴⁴           | sa⁴⁵ˀ                 | ho⁴⁴ ʑiɲ³⁴ˀ, (~jiɲ³⁴ˀ)                   |
| 82  | lửa         | lɔ⁴⁵ hu⁴⁴                | lɔ²⁴ (~lo²⁴) hu²⁴ˀ    | ho⁴⁴                                     |
| 83  | tro         | pa³¹ˀ tɯ³¹¨?             | pa³¹ˀ tɯ³¹            | o⁴⁴ to⁴²                                 |
| 84  | đốt         | pi³³ /ʈʂʰɤ³⁴             | pi³³ /ʈʂʰɯ²⁴          | pi³⁴                                     |
| 85  | đường       | mi³³ ɕɔ̃ŋ³⁴               | mi³³ ɕoŋ²⁴            | qaŋ⁴⁴ hi⁴⁴                               |
| 86  | núi         | ɗu³⁴ ɖʐɤ⁴⁴               | ɗu²⁴ ɖ̥ʐǃ²⁴ˀ           | mo³⁴ ⁿɗʓo⁴⁴                              |
| 87  | đỏ          | plɒ̃ŋ³³ ⁿɗ̥a³¹ˀ            | plɤŋ³² ɗ̥a³¹           | ma²⁴ ɗei̯³¹                               |
| 88  | xanh lá cây | ɕi⁴⁵ ŋṳ⁴⁴                | ɕi⁴⁵ ŋu³³             | lu³¹                                     |
| 89  | vàng        | kʲi³³ ɲi⁴⁴               | tʲi³³ ɲi³⁴            | ma²⁴ ɕi⁴³                                |
| 90  | trắng       | pe³¹ˀ ʔɔ³¹ˀ              | pe³¹ˀ (~pɤ³¹ˀ); ʔo³¹ˀ | ma²⁴ wa³¹                                |
| 91  | đen         | tɕɛ³¹ˀ lu³⁴              | ʈe³¹ˀ lu³⁵            | lɔŋ⁴³                                    |
| 92  | đêm         | zɚ⁴⁵ ɗõŋ⁴⁴               | zɚ²⁴ ɗoŋ³⁵            | tɕi⁴⁴ ⁿɗaŋ⁴⁴                             |
| 93  | ấm          | qɔ³¹ ɗi⁴⁵                | qɔ³¹ˀ ɗi³⁵ˀ           |                                          |
| 94  | lạnh        | ʂi⁴⁵ zɚ⁴⁵                | zɚ⁴⁵                  | ʈei̯³¹                                    |
| 95  | đầy         | mɤ³²¨ kʲḭ³¹ˀ             | mɯ³³ tɕi³¹ˀ           | ti⁴⁴                                     |
| 96  | mới         | mi⁴⁵                     | mi⁴⁵                  | mo⁴³                                     |
| 97  | tốt         | ˀɓi³³                    | ɒ³³ ɓi³³              | ʔi⁴⁴                                     |
| 98  | tròn        | ʔu⁴⁵ lɤ⁵⁵ lɤ⁵⁵           | ʔu³⁵ lɯ⁴⁵ lɯ⁴⁵        | kʰuɤn⁴⁴                                  |
| 99  | khô         | pʰa³²¨kɯ³²¨              | kʰy³³ ɕy⁴⁴            | kɤa³¹¨                                   |
| 100 | tên         |                          |                       |                                          |